# Дубоносовый скворец
Дубоносовый скворец (лат. Scissirostrums dubium) — вид певчих птиц семейства скворцовых. Единственный представитель одноимённого рода Scissirostrum. Подвидов не выделяют. Эндемик Сулавеси. Обитает в тропических влажных лесах, субтропических горных лесах, редколесьях и водно-болотных угодьях.

## Описание
Дубоносовый скворец достигает длины около 20 см и массы 50 г. Половой диморфизм не выражен. Окраска оперения пепельно-серого цвета, крылья более тёмные. Редкие перья надхвостья красные или красновато-оранжевые. Толстый мощный клюв бледно-оранжевого цвета. Молодые особи коричневатые, с оранжевым надхвостьем и более бледным клювом.
Громогласные птицы, регулярно издающие звуки “chirup”, как правило, большой шумной группой.

## Распространение и места обитания
Дубоносовый скворец  является эндемиком острова Сулавеси (Индонезия). Обитает в равнинных тропических лесах, редколесьях и на болотах. Обычно встречается большими стаями. Образует  смешанные стаи с сулавесийской майной, которая также является эндемиком Сулавеси. Питается фруктами, насекомыми и зерном. Дубоносовый скворец гнездится колониями, численностью в сотни пар. Гнёзда располагаются в дуплах гниющих или отмирающих стволах деревьев.